# 肯薩綠地站
肯薩綠地站（英語：Kensal Green）是一個英國國營鐵路公司車站，設有倫敦地鐵貝克盧線和倫敦地上鐵列車服務。車站位於倫敦學院路，接近與哈羅路的交匯點。此站距離舊肯薩台站東北大約0.5英哩遠，位於北倫敦線上，本身亦被稱為「肯薩綠地」站直至1890年。

## 歷史
車站在新電氣化的沃特福德直流電鐵線上，於1916年10月1日啟用，位於現有倫敦及西北鐵路北側並與之平行，由尤斯頓至沃特福德。

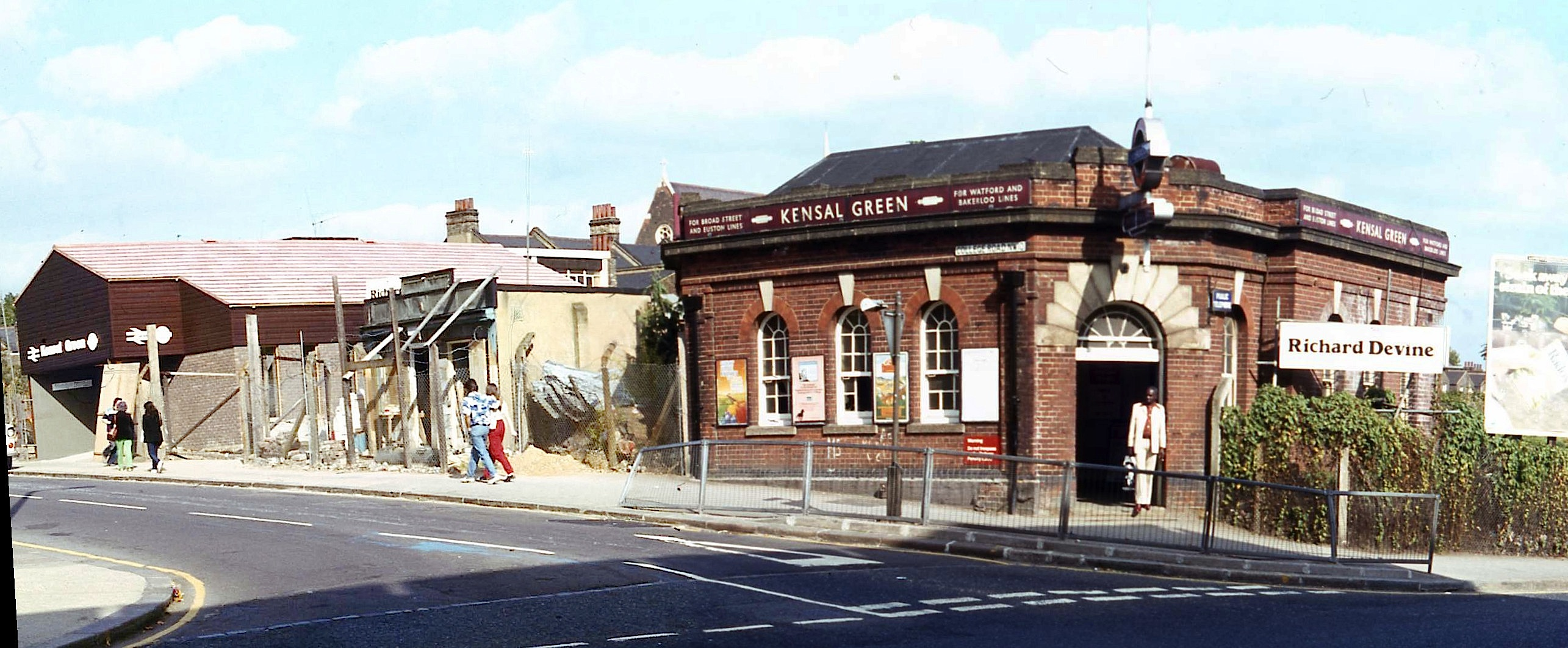
1980年車站接近完成，原車站即將關閉

原車站在1980年被取代。貝克盧線服務自1915年5月10日起已經在女王公園和威爾斯登交匯行走。
2007年11月開始，英國全國鐵路停靠肯蔭綠地的列車服務在與倫敦交通局的合約下交給倫敦地上鐵鐵路營運，以倫敦地上鐵作為品牌名稱，而車站則由倫敦地鐵管理。
車站在2006年初發生了湯馬斯·阿普·萊斯-普萊斯謀殺案。他在肯薩綠地站被搶劫後被謀殺。兩名主要疑犯在當晚亦在此站出現，並在月台擄走一個人，短時間內再發生謀殺案。一名疑犯在事發後一天嘗試使用湯馬斯的蠔卡，並被閉路電視發現，幫助了警方調查。
事件觸發了公眾大規模討論車站安全和保安，主要因為乘客被擄的車站並無職員駐守。唯一的保安設施只有閉路電視攝影機，而閘機完全打開，導致疑犯可自由進入車站。許多政客高調提及車站安全，並要求列車公司提供充分保安或在車站駐守職員，直至末班車離站為止。
時任倫敦市長肯·利文斯通親身參與此事，並公開攻擊當時車站的營運商銀連不提供駐站職員，或在車站開放時間不設保安。他又指任何希望投標補貼營運列車的公司必須承諾車站需要有駐站職員直至末班車離開。
最終在2006年最後一季，銀連聘請了私人保安公司巡邏車站，並在票務廳安裝了揚聲器以阻止年輕幫派遊蕩。

## 接駁交通
倫敦巴士18路和夜間路線N18路服務此站。

## 外部連結
- London Transport Museum Photographic Archive （页面存档备份，存于）
  - Station building, 1928
- 列车时刻表及车站信息：肯薩綠地站，来自英国铁路官方网站